# Sonríe Jenny, estás muerta
Sonríe Jenny, estás muerta (título original: Smile Jenny, You’re Dead) es un telefilme estadounidense de drama y crimen de 1974, dirigido por Jerry Thorpe, que a su vez lo escribió junto a Howard Rodman, musicalizado por Billy Goldenberg, en la fotografía estuvo Jack Woolf y los protagonistas son David Janssen, Andrea Marcovicci y John Anderson, entre otros. Este largometraje fue realizado por Warner Bros. Television y se estrenó el 3 de febrero de 1974.

## Sinopsis
Un policía retirado que custodia a la hija de su expareja, una modelo de alta costura, pasa a ser el objetivo de un psicópata obsesionado, este asesina a los hombres que son muy cercanos a ella.